# 잠실대교
잠실대교(蠶室大橋)는 대한민국 서울특별시 광진구 자양동과 서울특별시 송파구 신천동, 잠실동을 잇는 한강의 다리이다. 길이 1,280미터, 너비 25미터, 6차선이다. 다리 하부에 잠실보가 있으며, 잠실대교 남쪽에 롯데월드타워와 석촌호수가 위치해 있다.
공사비 20억 1300만 원이 들어갔으며 1970년 10월에 착공하였고, 1972년 7월에 준공하였다. 한강에 건설한 서울의 6번째 다리로, 완공 당시에는 마포대교에 이어 한국에서 2번째로 긴 다리였다. 이 길로 곧장 가면 아차산역과 송파 나들목, 성남시가 나온다.
이 교량을 중심으로 한 도로망은, 의정부 · 춘천 방면과 도봉구 태릉 · 망우동 · 면목동 · 워커힐 방면 등 서울 동부 변두리 도로들을 서울 도심을 거치지 않고 곧장 경부고속도로와 경수 · 경인 · 김포 등 강남 간선도로로 연결하여 서울의 교통 골격을 이루고 있다.

## 같이 보기
- 이형호 유괴 살해 사건
- 잠실철교